# Державний баланс запасів корисних копалин України
Державний баланс запасів корисних копалин України ( англ. State balance of mineral reserves) — містить відомості про кількість, якість та ступінь вивчення запасів корисних копалин щодо родовищ, які мають промислове значення, їх розміщення, рівень промислового освоєння, а також відомості про видобуток, втрати і забезпеченість суспільного виробництва розвіданими запасами корисних копалин. 
Державний баланс запасів корисних копалин ведеться Державним комітетом України по геології і використанню надр.

## Інтернет-ресурси
- Державний баланс запасів корисних копалин